# Philautus schmackeri
Philautus schmackeri är en groddjursart som först beskrevs av Oskar Boettger 1892.  Philautus schmackeri ingår i släktet Philautus och familjen trädgrodor. IUCN kategoriserar arten globalt som starkt hotad. Inga underarter finns listade i Catalogue of Life.